# قرون البر (صور)

## الوصلات الخارجية
- المركز الوطني للإحصاء والمعلومات، سلطنة عمان